# Dear Maria, Count Me In
"Dear Maria, Count Me In" (ou simplesmente "Dear Maria") é o segundo single do álbum So Wrong, It's Right da banda All Time Low e fala sobre uma amiga da banda que virou stripper. É a primeira música da banda All Time Low a entrar na Billboard, alcançando o #86 lugar na Pop 100. Uma versão acústica da música está presente na versão deluxe do álbum, lançado pelo iTunes.

## Músicas

### Digital single
1. "Dear Maria, Count Me In" - 3:02
2. "Dear Maria, Count Me In" (Acústico) - 3:28

## Video Clipe
O video clipe de "Dear Maria, Count Me In" foi lançado em 12 de Fevereiro de 2008, durante o TRL. O vídeo, dirigido por Travis Kopach, mostra a banda tocando em um clube de strip, com a dançarina (Maria Salame) dando um show.
O video clipe também conta com a participação de Mark Hoppus da banda Blink-182.

## Significado da Música
Em uma versão acústica da música tocada na Altitude TV junto à uma entrevista, Alex (o vocalista) disse, "Essa garota que eu conheço me contou que havia virado uma stripper e eu pensei que isso era hilário... e belo." Em outra entrevista, Alex disse que os versos do refrão "I got your picture, I'm coming with you, Dear Maria, count me in" tem um significado mais profundo do que se pode traduzir por si mesmo, desejando que Maria tome uma bebida no bar com ele e talvez lhe de uma dança.